# Limpopo (prowincja)
Limpopo – prowincja Południowej Afryki położona na północy kraju. Zajmuje obszar 125,7 tys. km², który jest zamieszkiwany przez 5,4 mln mieszkańców (2011). Stolica znajduje się w Polokwane.
Nazwa została nadana w 2002 roku i pochodzi od rzeki Limpopo. Do 1994 roku obszar ten był częścią dawnej prowincji Transwal. Limpopo graniczy na północy z Botswaną i Zimbabwe na wschodzie z Mozambikiem. W północnej jej części znajduje się założony w 1898 roku Park Narodowy Krugera.

## Główne miasta
| L.p. | Miasto      | Dystrykt  | Liczba ludności (2017) |
| ---- | ----------- | --------- | ---------------------- |
| 1.   | Thohoyandou | Vhembe    | 269 707                |
| 2.   | Polokwane   | Capricorn | 220 045                |
| 3.   | Tzaneen     | Mopani    | 67 245                 |
| 4.   | Lebowakgomo | Capricorn | 33 308                 |
| 5.   | Musina      | Vhembe    | 20 191                 |

## Podział administracyjny

Podział prowincji

Prowincja Limpopo dzieli się na 5 dystryktów, które z kolei dzielą się na 25 gmin.

- Mopani
  - Greater Giyani
  - Greater Letaba
  - Greater Tzaneen
  - Ba-Phalaborwa
  - Maruleng
- Vhembe
  - Musina
  - Mutale
  - Thulamela
  - Makhado
- Capricorn
  - Blouberg
  - Aganang
  - Molemole
  - Polokwane
  - Lepele-Nkumpi
- Waterberg
  - Thabazimbi
  - Lephalale
  - Mookgophong
  - Modimolle
  - Bela-Bela
  - Mogalakwena
- Sekhukhune
  - Makhuduthamaga
  - Fetakgomo
  - Ephraim Mogale
  - Elias Motsoaledi
  - Greater Tubatse